# Londonsvit
Londonsvit är ett orkestermusikverk av Eric Coates.
Verket komponerades 1933 och består av tre delar:
I. Covent Garden (Tarantella)
II. Westminster (Meditation)
III. Knightsbridge (Marsch)
Vid Covent Garden ligger operan men förr fanns där också ett frukt- och grönsakstorg med många italienska handlar. Coates tyckte därför att det passade bra med en italiensk tarantella i denna sats.
Den vackra Westminster Abbey manar till andakt och behandlas därför i en stilla meditation.
Vid Knightsbridge ligger gardets kaserner där man ständigt hör trumpetsignaler och militärmarscher.